# Service de sauvetage et de lutte contre l'incendie des aéronefs

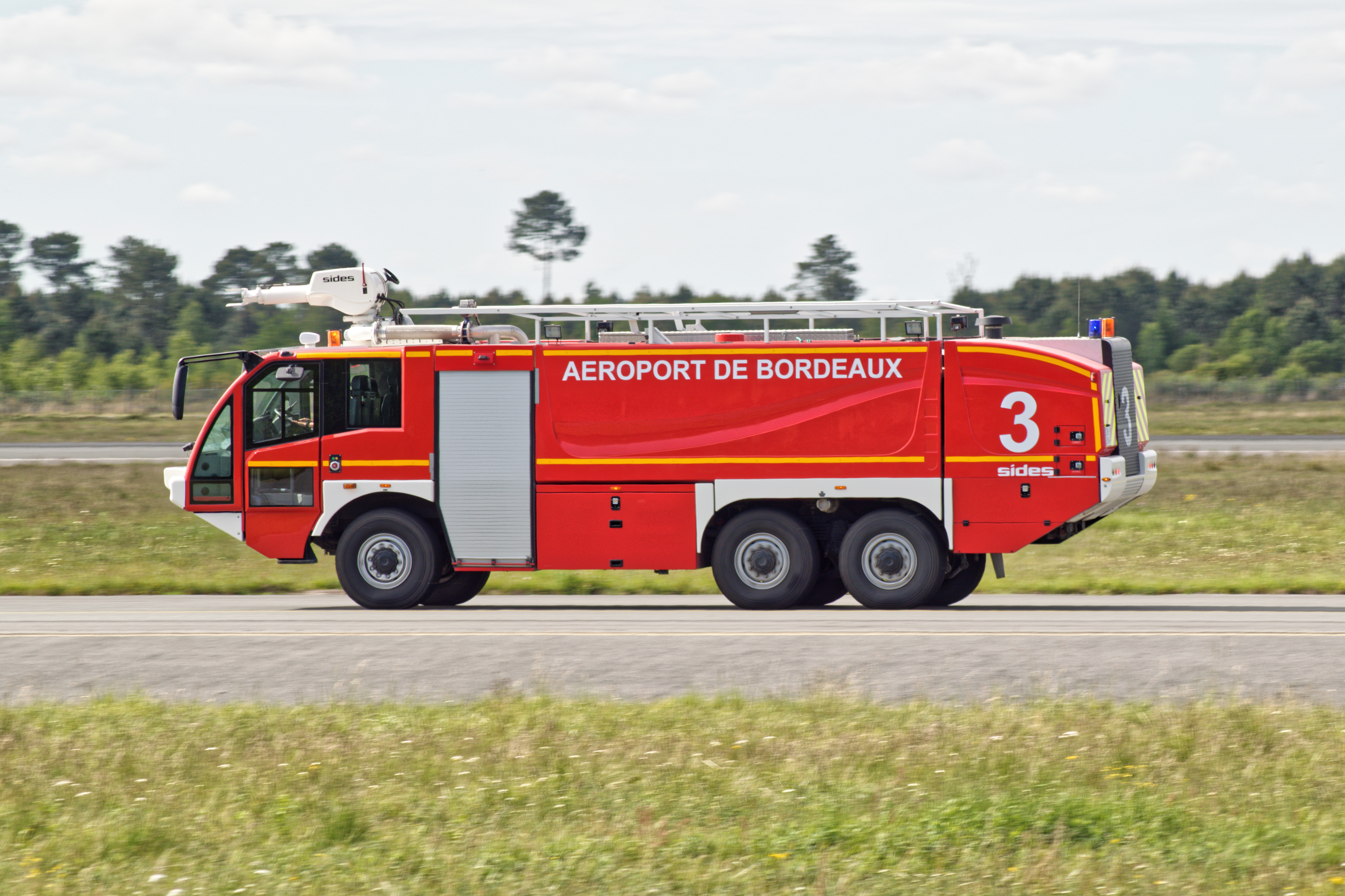
Camion de pompier à l'aéroport de Bordeaux-Mérignac.

En France, le service de sauvetage et de lutte contre l’incendie des aéronefs, abrégé SSLIA, désigne les services de secours sur les aérodromes. 
Le SSLIA est constitué de pompiers formés à intervenir dans les aéroports. Le SSLIA intervient sur terre mais aussi en mer, lorsqu'un aéroport se situe sur la côte et qu'un avion s'accidente en mer. 
Les règles techniques qui encadrent les véhicules, les produits extincteurs et les équipements du SSLIA sont définies par le ministre chargé de l’aviation civile et le ministre chargé de la sécurité civile. Les types de véhicules, produits extincteurs ou d'équipements répondent aux exigences de l'Organisation de l’aviation civile internationale (OACI).
Le SSLIA s'accompagne d'un classement qui comprend plusieurs catégories, notamment de véhicules de lutte contre l'incendie[pas clair]. L'ensemble de ces règlements sont repris dans le code de l'aviation civile.